# Jama pri Dvoru
Jama pri Dvoru je naselje v Občini Žužemberk.